# Elecciones al Parlamento Europeo de 1984 (Irlanda)
En las elecciones al Parlamento Europeo de 1984 en Irlanda, celebradas en junio, se escogió a los 15 representantes de dicho país para la segunda legislatura del Parlamento Europeo.

## Resultados
| Datos de participación | Datos de participación | Datos de participación |
| ---------------------- | ---------------------- | ---------------------- |
| Censo electoral        | 2.413.404              | 100%                   |
| Votantes               | 1.147.745              | 47,6                   |
| Abstención             |                        | 52,4                   |
| A candidatura          | 1.120.416              |                        |

| ← Elecciones al Parlamento Europeo de 1984 → |         |       |         |
| Partido                                      | Votos   | %     | Escaños |
| Fianna Fáil (FF)                             | 438.946 | 39,18 | 8       |
| Fine Gael (FG)                               | 361.034 | 32,22 | 6       |
| Independientes (IND)                         | 113.067 | 10,09 | 1       |
| Partido Laborista Irlandés (ILP)             | 93.656  | 8,36  | 0       |
| Sinn Féin (SF)                               | 54.672  | 4,88  | 0       |
| Partido de los Trabajadores (WP)             | 48.449  | 4,32  | 0       |
| Partido Socialista Democrático (DSP)         | 5.350   | 0,48  | 0       |
| Alianza Verde (GA)                           | 5.242   | 0,47  | 0       |